# サッカータジキスタン代表
サッカータジキスタン代表（サッカータジキスタンだいひょう、タジク語:Тими миллии футболи Тоҷикистон）は、タジキスタンサッカー連盟（TFF）によって組織される、タジキスタンのサッカーのナショナルチームである。ホームスタジアムは、首都ドゥシャンベにあるパミール・スタジアム。

## 歴史

### 黎明期
ソビエト連邦からの分離独立後、1992年6月17日にウズベキスタンと最初の国際試合を行った。1993年には経済協力機構の国々のナショナルチームが参加するECOカップに出場し、準決勝に進んだ。1994年にタジキスタンサッカー連盟はFIFAとAFCの正会員となった。1996年アジアカップ予選では、同組のバーレーンが棄権したため、タジキスタンとウズベキスタンの一騎討ちになった。タジキスタンはホームでの第1戦に4-0で大勝したが、アウェーでの第2戦では、延長戦の末に0-5で敗れ、それによりウズベキスタンが本大会の出場権を獲得した。
FIFAワールドカップの予選には、1998年フランス大会で初参加。同大会予選では1次予選で中国と同組となるも、直接対決に1分1敗に終わりグループ2位で敗退となった。続く2002年日韓大会予選では、グアムに16-0で大勝したが、イランとの試合に0-2で敗れ、グループ2位で敗退した。2014年ブラジル大会予選では2次予選でシリアに敗れたが、後日、シリアがタジキスタンとの試合に無資格の選手を出場させていたことが判明したため失格処分となり、代替でタジキスタンが3次予選に出場。日本、北朝鮮、ウズベキスタンと同組になり、ウズベキスタンとはホームで0－1、アウェーで0－3。北朝鮮とはホームで1－1、アウェーで0－1。日本とはホームで0－4、アウェーで0－8。結果1得点18失点、0勝1分5敗のグループ最下位で敗退した。
AFCチャレンジカップの第1回大会となった2006年バングラデシュ大会では優勝、2008年インド大会では準優勝している。FIFAの国際大会では2007 FIFA U-17ワールドカップ韓国大会に出場し、アメリカ合衆国から国際大会初勝利を挙げた。

### AFCアジアカップ2023
AFCアジアカップは2023年大会で初出場となる。本大会ではグループAに入り、初戦で中国、第2戦で開催国のカタール、最終節でレバノンと対戦する組み分けとなった。初戦の中国戦ではシュート約20本を放ちながら得点できなかったものの、80分にネットを揺らされたシーンが一度はゴールと判定されるもVARにより判定が覆ったことで0-0の引き分けで初出場で初の勝点を獲得した。だが続くカタール戦では前半17分にアクラム・アフィーフに先制ゴールを決められそのまま追いつくことができず0-1で敗戦（81分にはアマドニ・カモロフにレッドカードが提示されるトラブルが発生した）。最終節のレバノン戦では前半を0-0で折り返すが、47分にバッセル・ジラディにFKを直接決められ先制点を奪われてしまう。しかし、このまま敗退が決まると思われた中で迎えた80分にパルヴィジョン・ウマルバエフが同点ゴールを決めると、試合終了間際にはヌリッディン・カムロクロフが逆転ゴールを決めて2-1で劇的な逆転勝利を飾り初出場で初の決勝トーナメント進出を逆転で勝ち取った。
グループA2位通過で迎えた決勝トーナメント1回戦（ラウンド16）ではグループC2位通過のUAEと対戦し、前半30分にCKの流れからバフダト・ハノノフが待望の先制点を挙げる。しかし、このまま逃げ切るかと思われた試合終了間際にハリーファ・アル＝ハンマーディーにFKからヘディングで同点ゴールを決められ延長戦でも決着は着かずPK戦に突入。タジキスタンは1人目のアフタム・ナザロフから5人目のアリシェル・シュクロフまで5人全員が決めて初出場で初のベスト8入りを決めた。準々決勝はグループE3位通過のヨルダンと対戦した。前半を0-0で折り返すも、66分にCKの流れからバフダト・ハノノフがオウンゴールを献上してそのまま0-1で敗戦。初出場で快進撃を見せたタジキスタンの挑戦はベスト8で幕を下ろす事になった。

## 成績

### FIFAワールドカップ
- 1994年 - 不参加
- 1998年 - 1次予選敗退
- 2002年 - 1次予選敗退
- 2006年 - 1次予選敗退
- 2010年 - 2次予選敗退
- 2014年 - 3次予選敗退
- 2018年 - 2次予選敗退
- 2022年 - 2次予選敗退
- 2026年 - 2次予選敗退

### AFCアジアカップ
| AFCアジアカップ | AFCアジアカップ | AFCアジアカップ | AFCアジアカップ | AFCアジアカップ | AFCアジアカップ | AFCアジアカップ | AFCアジアカップ |      | AFCアジアカップ・予選 | AFCアジアカップ・予選 | AFCアジアカップ・予選 | AFCアジアカップ・予選 | AFCアジアカップ・予選 | AFCアジアカップ・予選 |
| 開催年          | 結果            | 試合            | 勝利            | 引分            | 敗戦            | 得点            | 失点            | 試合 | 勝利                  | 引分                  | 敗戦                  | 得点                  | 失点                  |                       |
| --------------- | --------------- | --------------- | --------------- | --------------- | --------------- | --------------- | --------------- | ---- | --------------------- | --------------------- | --------------------- | --------------------- | --------------------- | --------------------- |
| 1992            | 不参加          | 不参加          | 不参加          | 不参加          | 不参加          | 不参加          | 不参加          |      |                       |                       |                       |                       |                       |                       |
| 1996            | 予選敗退        | 予選敗退        | 予選敗退        | 予選敗退        | 予選敗退        | 予選敗退        | 予選敗退        | 2    | 1                     | 0                     | 1                     | 4                     | 5                     |                       |
| 2000            | 予選敗退        | 予選敗退        | 予選敗退        | 予選敗退        | 予選敗退        | 予選敗退        | 予選敗退        | 3    | 2                     | 0                     | 1                     | 6                     | 5                     |                       |
| 2004            | 予選敗退        | 予選敗退        | 予選敗退        | 予選敗退        | 予選敗退        | 予選敗退        | 予選敗退        | 6    | 2                     | 2                     | 2                     | 3                     | 5                     |                       |
| 2007            | 不参加          | 不参加          | 不参加          | 不参加          | 不参加          | 不参加          | 不参加          |      |                       |                       |                       |                       |                       |                       |
| 2011            | 予選敗退        | 予選敗退        | 予選敗退        | 予選敗退        | 予選敗退        | 予選敗退        | 予選敗退        |      |                       |                       |                       |                       |                       |                       |
| 2015            | 予選敗退        | 予選敗退        | 予選敗退        | 予選敗退        | 予選敗退        | 予選敗退        | 予選敗退        |      |                       |                       |                       |                       |                       |                       |
| 2019            | 予選敗退        | 予選敗退        | 予選敗退        | 予選敗退        | 予選敗退        | 予選敗退        | 予選敗退        | 16   | 5                     | 3                     | 8                     | 25                    | 29                    |                       |
| 2023            | ベスト8         | 5               | 1               | 2               | 2               | 3               | 4               | 11   | 6                     | 2                     | 3                     | 19                    | 12                    |                       |
| 合計            | 1/8             | 5               | 1               | 2               | 2               | 3               | 4               | 38   | 16                    | 7                     | 15                    | 57                    | 56                    |                       |

### AFCチャレンジカップ
| AFCチャレンジカップ | AFCチャレンジカップ | AFCチャレンジカップ | AFCチャレンジカップ | AFCチャレンジカップ | AFCチャレンジカップ | AFCチャレンジカップ | AFCチャレンジカップ |      | AFCチャレンジカップ・予選 | AFCチャレンジカップ・予選 | AFCチャレンジカップ・予選 | AFCチャレンジカップ・予選 | AFCチャレンジカップ・予選 | AFCチャレンジカップ・予選 |
| 開催年              | 結果                | 試合                | 勝利                | 引分                | 敗戦                | 得点                | 失点                | 試合 | 勝利                      | 引分                      | 敗戦                      | 得点                      | 失点                      |                           |
| ------------------- | ------------------- | ------------------- | ------------------- | ------------------- | ------------------- | ------------------- | ------------------- | ---- | ------------------------- | ------------------------- | ------------------------- | ------------------------- | ------------------------- | ------------------------- |
| 2006                | 優勝                | 6                   | 5                   | 0                   | 1                   | 18                  | 2                   |      |                           |                           |                           |                           |                           |                           |
| 2008                | 準優勝              | 5                   | 2                   | 2                   | 1                   | 7                   | 5                   | 3    | 2                         | 0                         | 1                         | 7                         | 1                         |                           |
| 2010                | 3位                 | 5                   | 3                   | 0                   | 2                   | 8                   | 5                   |      |                           |                           |                           |                           |                           |                           |
| 2012                | グループリーグ敗退  | 3                   | 1                   | 0                   | 2                   | 3                   | 4                   |      |                           |                           |                           |                           |                           |                           |
| 2014                | 予選敗退            | 予選敗退            | 予選敗退            | 予選敗退            | 予選敗退            | 予選敗退            | 予選敗退            | 3    | 2                         | 0                         | 1                         | 4                         | 1                         |                           |
| 合計                | 4/5                 | 19                  | 11                  | 2                   | 6                   | 36                  | 16                  | 6    | 4                         | 0                         | 2                         | 11                        | 2                         |                           |

## 歴代監督
- ペタル・シェグルト 2022-2024
- ゲラ・シェキラーゼ 2024-